# Voyager (musikalbum)
Voyager är Mike Oldfields 17:e musikalbum. Efter skilsmässan från Virgin Records tecknade Oldfield ett kontrakt om tre skivor med Warner Brothers, och detta album är det sista i denna serie. Det släpptes 1995 och har en övervägande keltisk stil. Oldfield hämtade även inspiration från en nyupptäckt fascination av tai chi. Den keltiska stilen var ett förslag från skivbolaget, och Oldfield visade att han inte hade några större problem att skapa musik i den stilen. Han anklagades för att hoppa på det keltiska tåget, eftersom Riverdance var populärt under denna tid.
Till en början var albumet menat att spelas in med enbart akustiska instrument, men Oldfield lade senare till synthesizers då den akustiska versionen hade setts som tråkig.

## Låtlista
1. "The Song of the Sun" - 4:32
2. "Celtic Rain" - 4:41
3. "The Hero" - 5:03
4. "Women of Ireland" - 6:29
5. "The Voyager" - 4:26
6. "She Moves Through the Fair" - 4:06
7. "Dark Island" - 5:43
8. "Wild Goose Flaps Its Wings" - 5:04
9. "Flowers of the Forest" - 6:03
10. "Mont St Michel" - 12:18